# يوم موت سعيد
فيلم يوم موت سعيد هو فيلم أمريكي من نوع تقطيع كوميديا سوداء إنتاج عام 2017 من إخراج كريستوفر بو لاندون ، كتبه سكوت لوبديل ومن بطولة جيسيكا روث ، إسرائيل بروسارد ، وروبي مودين، أنتج الفيلم جيسون بلوم من خلال شركة بلوم هاوس للإنتاج. بالتعاون مع ديجيتال روت ميديا وفيسوفيوس للإنتاج. تدور أحداث الفيلم حول طالبة جامعية يتم قتلها في عيد ميلادها وتعود الحياة مرارًا وتكرارًا. عند هذه النقطة، تشرع في تحديد هوية قاتلها لايقاف وفاتها المتكررة.
تم الإعلان عن الفيلم في الأصل عام 2007 تحت عنوان «نصف حتى الموت» ، وتم إصدار الفيلم في 13 أكتوبر 2017 ، بواسطة يونيفرسال بيكشرز، حقق إجمالي 125 مليون دولار في جميع أنحاء العالم بميزانية 4.8 مليون دولار وتلقى مراجعات إيجابية في الغالب،

## أحداث الفيلم
بعد ليلة من الحفلات في حالة سكر، تستيقظ الطالبة الجامعية تيريزا «تري» غيلبمان في عيد ميلادها في غرفة النوم في زميلها كارتر ديفيس. تتجاهل مكالمة هاتفية من والدها وتفصل كارتر، وتعود إلى غرفتها. زميلتها في منزل نسائي لوري شبنغلر تمنحها كب كيك، والتي ترميها بعيدًا. تلتقي تري مع الأستاذ المتزوج، غريغوري بتلر، التي تقيم معه علاقة غرامية. في تلك الليلة، وهي في طريقها إلى حفلة، تم إغراء تري في نفق وقتلت من قبل شخصية ترتدي قناع التميمة المدرسة.
تستيقظ تري على الفور في سرير كارتر، وهي غير متوترة لتجد أحداث اليوم السابق تكرر نفسها. حيرة، تسترجع اليوم، هذه المرة تتجنب النفق وتصل إلى الحفلة. ومع ذلك، يتبعها القاتل الملثم ويقتلها مرة أخرى. استيقظت تري مجددًا في سرير كارتر، وأدركت أنها في حلقة زمنية، وتقف المتاريس في غرفتها لتجنب الموت. القاتل، الذي كان يختبئ في الداخل، يقتلها للمرة الثالثة.
الاستيقاظ، تشرح تري الأحداث لكارتر. يقترح الاستفادة من الحلقة لتحديد قاتلها. إنها تنفق التكرارات العديدة التالية التي تلاحق الأشخاص الذين تعتبرهم مشتبه بهم ولكنها تُقتل كل مرة. بعد الاستيقاظ من حلقة حيث يتم ضربها، تغمض الأشجار وتوقظ في مستشفى الحرم الجامعي. يظهر جسدها أدلة على الشفاء من إصابات متعددة، مما يشير إلى أنها احتفظت بأضرار جسدية من وفاتها السابقة. عندما يظهر القاتل، يهرب تري من المستشفى في سيارة غريغوري، ليتم متابعته والقتل مرة أخرى.
بالعودة إلى سرير كارتر، أقنعته تري بمأزقها من خلال إظهار معرفتها بأحداث اليوم. تعترف تري بإيواء الكراهية الذاتية الهائلة، لا سيما من طرد والدها بعد وفاة والدتها منذ ثلاث سنوات. يرى تري تقريرًا إخباريًا محليًا عن جون تومبس، وهو قاتل متسلسل محتجز في مستشفى الحرم الجامعي. وخلصت تري إلى أن المقابر هي قاتلها، وتهرع إلى المستشفى للتحذير من هروبه. تتكسر المقابر وتقتل ما يقرب من تري، لكن كارتر يتبعها وينقذها. تقتل المقابر كارتر قبل أن تطارد تري إلى برج الجرس القريب، حيث تقوم بإخضاعه مع المخل. تدرك أن كارتر ستبقى ميتة إذا أنهت الحلقة، علقت تري نفسها.
اعتقادا منها بأنها قد حلت قتلها، تستمر تري بسعادة طوال اليوم. إنها تنهي علاقتها بالدكتور بتلر، وتلتقي مع والدها لتناول طعام الغداء، حيث يبدأ الاثنان بالتصالح. في تلك الليلة، تذهب إلى المستشفى وتفخخ وتقتل المقابر. بعد أن شعرت بالراحة لتكون أخيرًا، احتفلت بعيد ميلادها في غرفة كارتر وتناول الكعك الذي قدمته لها لوري.
تستيقظ تري لا يزال في الحلقة. غاضبة ومربكة، تعود إلى غرفتها، حيث يعرض عليها لوري الكب كيك مرة أخرى. تدرك تري أن الحلقة السابقة كانت هي المرة الوحيدة التي أكلت فيها الكعكة، وتوفيت أثناء نومها. تري تدرك لوري هو القاتل الحقيقي لها. لقد سممت لوري الكب كيك، ولكن عندما فشل تري في أكله، استغلت لوري وظيفتها كممرضة في المستشفى لوضع إطار لمقابر قتل تري. تهدد تري بأخذ الكب كيك إلى الشرطة، لكن لوري تهاجمها. وهي تعترف أيضًا بوجود علاقة غرامية مع د. بتلر، الذي فضل تري على غضب لوري. في المعركة التي تلت ذلك، تملأ تري الكب كيك المسموم في فم لوري، ثم طردتها من النافذة حتى وفاتها.
في أحد المطاعم، يتجول تري وكارتر في أحداث اليوم وهو يوفر لها غرفته طوال الليل. في اليوم التالي، استيقظت تري الاعتقاد أنها لا تزال في حلقة زمنية نتيجة مزحة كارتر، لكنه سرعان ما يكشف أنه في اليوم التالي على الأقل. تري مرتاحه جدا لتغضب عليه، ويقبل اثنين بعضهما.

## الممثلين
- جيسيكا روث في دور تري غيلبمان
- إسرائيل بروسارد في دور كارتر ديفيس
- روبي مودين في دور لوري شبنغلر
- راتشيل ماثيوز في دور دانيال بوسمان
- تشارلز أيتكين في دور جريجوري بتلر
- روب ميلو في دور مقابر جون
- فاي فو في دور ريان فان
- كاليب سبلياردز في دور تيم باور
- لورا كليفتون في دور ستيفاني بتلر
- كاريلا سميث في دور بيكي شيبرد
- تران تران في دور إميلي
- بلين كيرن الثالث في دور نيك سيمز
- جيمي غونزاليس في دور ضابط شرطة بالمستشفى
- داين رودس في دور الضابط سانتورا
- تينيا انترياغو في دور طالب محتج
- دونا دوبلانتير في دور ممرضة دينا
- جايسون بايل في دور ديفيد جيلبمان
- ميسي ياجر في دور سيدة جيلبمان

## روابط خارجية
- يوم موت سعيد على موقع IMDb (الإنجليزية)
- يوم موت سعيد على موقع ميتاكريتيك (الإنجليزية)
- يوم موت سعيد على موقع روتن توميتوز (الإنجليزية)
- يوم موت سعيد على موقع نتفليكس (الإنجليزية)
- يوم موت سعيد على موقع ألو سيني (الفرنسية)
- يوم موت سعيد على موقع أول موفي (الإنجليزية)
- يوم موت سعيد على موقع بوكس أوفيس موجو (الإنجليزية)
- يوم موت سعيد على موقع فيلمافينيتي (الإسبانية)
- يوم موت سعيد على موقع قاعدة بيانات الفيلم (الإنجليزية)
- يوم موت سعيد على موقع ليتربوكسد (الإنجليزية)